# Serviceort
Serviceort är en ort där det finns service i form av butiker och offentlig service såsom vårdcentral. Det är en politisk princip för kommuner i Sverige att det bör finnas någon ort i varje kommun med den viktigaste servicen och grundläggade butiksutbud, så invånarna inte måste åka till andra kommuner så ofta. Avancerad sjukvård med akutmottagning måste dock centreras till större orter.